# Győr nemzetség

A Győr nemzetség címere

A Győr nemzetség (Geur-, Jeur) dunántúli nemzetség, ősének Győr fia Atha (Ottó) somogyi nádorispánt tartják, aki 1061-1068 között a Kaposvár melletti zselicszentjakabi apátságot alapította.

## Története
1061-ben szerezte meg  a Győr nemzetség ősének tartott Ottó somogyi ispán a Kapos folyó mellett fekvő, romos templom épületet és I. Béla király engedélyével itt alapította meg a Szent Jakab tiszteletére szentelt monostort, melynek templomát 1068-ban szentelték fel, és ekkor Salamon király (1063-74) is jelen volt.  
A nemzetség később több ágra szakadt, azonban a zselicszentjakabi apátságnak 1243-ban még a nemzetség több ága; az óvári-kéméndi, a szerdahelyi, a szenterzsébeti és az úgynevezett gesztenczei is a közös kegyura volt. 
A hamar több ágra szakadt nemzetségi ágak közül az Óvári-Kémedi és a Szerdahelyi ág tett szert a legnagyobb hírnévre.

### Óvári-kéméndi ág
Az óvári-kéméndi ág leginkább Veszprém-, Moson- és Baranya vármegyékben szerepelt; somogyvármegyei birtokai: a Kálmáncsehitől északra eső Besenyő, Nágocs és Andocs (1208-1290), valamint 1272-1296 között és a zselici Gyarmat voltak.

### Szenterzsébeti ág
Somogy vármegyében élt a nemzetség szenterzsébeti ága. Ismert őse Endes, kinek utódai főleg Basal körül voltak birtokosok. Legnevezetesebb tagja Szehén (Zayhan), 1318-ban Basalon volt szolgabíró, aki Károly Róbert párthíveként, a király mellett kardot is fogott. Fia, Konrád, atyja érdemeire való tekintettel kapta adományba (Kastélyos) Dombót. 

### Szerdahelyi ág
a Szerdahelyi ág a nemzetség ágai közül a legnevezetesebb, amely nagyrészt az ősi fészekben; Zselicszentjakabon és környékén, és többnyire Somogy vármegyében szerzett birtokokat. 
Ez ág ismert őse Saul volt, aki 1230 körül élt. Saul dédunokája Miklós volt, aki 1335-ben a szerdahelyi pálos kolostort alapította. Miklós a kolostor kegyuraságát ugyan az 1345 évi osztozkodáskor átadta bátyjának, Péternek, de megtartotta magát Szerdahelyt, amely 1245 óta volt a család kezén. Az ág gazdagságát mutatja az, hogy úgy Péter, mint Miklós is 18-18 falut kapott az osztozkodáskor csak Somogy vármegyében. E vagyon elég nagy volt arra, hogy majdan alapul szolgáljon a szerdahelyi ág három családjának, a kisebb szerepű Dancs (Dancsffy) és a nagyobb jelentőségű Imreffy és Dersffy, valamint az ebbe beházasodott családok emelkedésének.

### Ehhez az ághoz tartoztak
- Szerdahelyi Ders Márton 1403-ban Zsigmond királytól Kaposvár várának fele részét kapta adományba.
- Dersffy Ferenc sárosi főispán
- Dersffy Orsolya Dersffy Ferenc lánya, galántai Esterházy Miklós 2. neje

### A nemzetség ismertebb tagjai
- Saul kalocsai érsek az óvári–kéméndi ágból – kortársai szentéletű emberként tisztelték.
- Csépán Saul testvére az óvári–kéméndi ágból, aki egészen a nádori székig emelkedett. Ő alapította a Lébényi monostort, melyet halála előtt a templomos lovagokra hagyott.
- Pat nádor az óvári–kéméndi ágból, Saul és Csépán testvére – nádori tisztségét bátyja halála után nyerte el. Őt 1212-ben Bánk bán buktatta meg, majd maga ült a helyére.
- Óvári Konrád (Altenburgi) – Konrád karrierje eleinte felfelé ívelt, egészen a főpohárnokságig, de később a 13. század végének zűrzavaros, lázadásokkal és intrikával tarkított világában azonban rendre rosszul választotta meg pártfogóit, hatalmaskodott, birtokszomszédaival is összeveszett, ellenfeleire német csapatokat szabadított, az ország hadviselése idején az ellenségtől a maga birtokaira mentességet eszközölt ki. Bűneiért többször is birtokelkobzással sújtották, valószínűnek látszik, hogy ő volt az, aki elveszítette  Andocsot is. Fia, Jakab volt, kinek már csak Baranya vármegyében voltak birtokai.
- Andochi János - királyi ember

### A Győr nemzetség címere
Kék pajzsban arany liliom.  Sisakdísz a pajzsbeli liliom. Takarók színe: kék-arany.